# Izgubljeni u prijevodu
Izgubljeni u prijevodu (eng. Lost in Translation) je hvaljeni američki film, spoj drame i komedije, iz 2003. godine. Riječ je o drugom filmu redateljice Sofie Coppole. Radnja se odvija oko dvoje usamljenih Amerikanaca (Bill Murray, Scarlett Johansson) koji se sprijatelje u Japanu, gdje su se slučajno upoznali, primijete da su srodne duše te razviju duboku privrženost jedno prema drugom, koja ima tragove platonske ljubavi. Murray je za svoju ulogu osvojio BAFTA-u i Zlatni globus za najboljeg glumca u komediji, te nominaciju za Oscara za najboljeg glumca, dok je Johansson osvojila nagradu BAFTA za najbolju glumicu.
Newser je 2008. kraj filma stavio na 8. mjesto na listi "10 najromantičnijih filmskih trenutaka". Quentin Tarantino je 2009. film uvrstio u svoju listu 20 najdražih filmova snimljenih od 1992. do 2009.

## Radnja
Nekada slavni glumac Bob Harris stiže u Tokio na tjedan dana kako bi snimio reklamu za piće Suntory, no kako ne zna govoriti japanski jezik, osjeća se izoliranim i usamljenim. U njegovom hotelu nalazi se i američka djevojka Charlotte koja se osjeća isto kao i on, i usprkos dobnoj razlici oni se sprijatelje i počnu razgledavati Japansku metropolu. Charlotte je supruga mladog fotografa koja dane provodi između suprugovih odlazaka i povrataka u hotelsku sobu u kojoj žive. 
Oboje su već u braku, što teško pada Bobu koji se je pomalo zaljubio u Charlotte, no ne želi to pokazati. Proživljava i tzv. krizu srednjih godina, a Charlotte je melankolična i depresivna jer muža viđa veoma rijetko. Kako prolaze dani oni postaju sve bliži. Na kraju Bob napušta hotel te se oprosti od Charlotte. Na putu kroz grad ju ponovno sretne, izađe van iz limuzine, zagrli ju i šapne joj nešto u uho, te se vrati i nastavi svoje putovanje prema aerodromu.

## Filmska ekipa
- Sofia Coppola, redateljica, za režiju filma nominirana za Oscar
- Bill Murray kao Bob Harris, za tu ulogu nominiran za Oscar
- Scarlett Johansson kao Charlotte
- Akiko Takeshita
- Giovanni Ribisi

## Nagrade
- 3 osvojena Zlatna globusa (najbolji film - komedija ili mjuzikl, scenarij, glumac u komediji ili mjuziklu Bill Murray) i 2 nominacije (najbolja režija, glavna glumica u komediji ili mjuziklu Scarlett Johansson).
- Osvojen Oscar (najbolji scenarij) i 3 nominacije (najbolji film, režija, glavni glumac Bill Murray)
- 3 osvojene nagrade BAFTA (najbolji glavni glumac Bill Murray, glavna glumica Scarlett Johansson, montaža ) i 4 nominacije (najbolji film, režija, scenarij, fotografija).
- 2 osvojene Nagrade Udruge filmskih kritičara New Yorka (najbolji glumac Bill Murray, redateljica Sofia Coppola)

## Zanimljivosti
- Sofia Coppola je ovim filmom postala prva američka žena koja je nominirana za Oscara za najbolju režiju.
- Film je snimljen za samo 27 dana.
- Mnogi dijalozi i situacije bile su spontano improvizirane od dvaju glavnih glumaca.
- Sofia Coppola je izjavila da je priču napisala ekskluzivno za Billa Murrayja i da možda ne bi ni snimila film da je on odbio nastupiti u njemu. Murray je komentirao da je scenarij poprilično tanak, ali je ipak verbalno potvrdio da prihvaća.
- Bill Murray je ovim filmom postao tek treći američki glumac u povijesti koji je nominiran za Oscara za film koji se odigrava na teritoriju Japana. Ostala dva su Marlon Brando i Red Buttons za film "Sayonara".
- Sofia Coppola je dijelom inspirirana i činjenicom da je njen otac snimio reklamu za Suntory u Japanu.
- Charlie Brown, lik u karaoke sekvenci, ustvari je Fumihiro Hayashi, japanski vodič i prijatelj Sofije Coppole.
- Murray je izjavio da mu je ovo najdraži film u kojem je nastupio.
- Ekipi je prijetilo uhićenje kada se snimalo na zabranjenim lokacijama u podzemnoj željeznici Tokyja i kod Shibuya raskrižja.
- Nijedan japanski dijalog nema titlove.

## Kritike
| „                   | Ovog puta, napori Sofije Coppole se doimaju konfuzni poput teme koje obrađuje. Ona nije dostavila potpuni promašaj - to je sladak mali filmić, ako ne jednako bogat kao onaj njena brata Romana slične teme, "CQ" - ali kada jedan toliko potencijalno zadovoljavajući rad ostane samo površno očit, onda je to gore nego kada je jednostavno loš. | ” |
| — Gregory Weinkauf, | |   |

| „                      | Murray je samo jedan od mnogih vrhunskih elemenata u Coppolinu novom filmu, remek-djelu na razini najboljih ostvarenja njena oca u istoj dobi: naime, "Kuma. | ” |
| — Jeffrey M. Anderson, | |   |

| „             | Film jednako dobar kao bilo koji koji je dosad režirao otac Sofije Coppole - a opet, Izgubljeni u prijevodu film je koji on nikada ne bi mogao napraviti, čak ni da je pokušao". | ” |
| — Sean Means, | |   |

| „                 | Sofia Coppola je naravno znana kao kćerka od...Ništa se ne događa u ovom filmu. Dvoje ljudi se sretnu na stranom mjestu. Kraj. A opet, kada je sve završilo bilo mi je žao što nisam mogao potrošiti još više vremena sa tim likovima...S vremena na vrijeme pronađete film koji se ne doima obečavajuće ali završi kao jedan od najboljih filmova godine. Izgubljeni u prijevodu je jedan od tih filmova zbog svoje senzibilnosti i suptilnosti donesene od svih koji su radili na ovome, ali ponjaviše od redateljice Sofije Coppole. Njen otac bi uskoro mogao biti znan kao "otac od". | ” |
| — Boyd van Heoij, | |   |

| „            | Briljantna melodrama 'Izgubljeni u prijevodu' kćeri Francisa Forda Coppole, Sofije, bolje je ostvarenje od svih tatinih filmova osim "Kumova" i "Apokalipse danas"...U doba kada brojni redatelji nisu u stanju suvislo ispričati priču, Sofia Coppola svoju bez problema pripovijeda kroz slike, geste i dva-tri pogleda Billa Murrayja i Scarlett Johansson, koji govore više od stotinu rečenica. Sudeći prema viđenom, Sofia Coppola s lakoćom bi se prilagodila nijemom filmu kada bi nekim čudom zvučni propao! Da je Bill Murray genijalac, poznato je svakom tko je barem jednom pogledao “Beskrajni dan”. Novost je to da je Scarlett Johansson iz talentirane prerasla u fantastičnu glumicu, jednu od dvije-tri najbolje u svojoj generaciji. U svakom slučaju, Francis Ford Coppola može slobodno nastaviti vegetirati, njegova ljubimica snimila je film superiorniji od svih njegovih ostvarenja ne računamo li “Kumove” i “Apokalipsu danas”. | ” |
| — Dean Šoša, | |   |

| „              | Mnogi ljudi mi govore da jednostavno ne razumiju "Izgubljene u prijevodu". Žele znati o čemu se radi. prigovaraju da se "ništa ne događa". Izdresirali su ih filmovi koji im govore gdje trebaju gledati i što trebaju osjećati, u pričama koje imaju početak, sredinu i kraj. "Izgubljeni u prijevodu" nude iskustvo u vježbanju empatije. Likovi doživljavaju empatiju s jednom drugim (to je o čemu se radi), a mi osjećamo empatiju sa njima dok prolaze kroz taj proces...Što je izgubljeno u prijevodu? John ne razumije ništa od onoga što Charlotte govori ili osjeća, niti razumije kako se ponaša (Ribisi dobro glumi u sceni u kojoj u žurbi odlazi te usput kaže da ju voli). Bobova supruga i pomoćnici ne razumiju kako mu je očajno svejedno kad su u pitanju primjeri tepiha. I tako dalje. Ono što se prevodi, napokon, je što Charlotte i Bob doista misle. Cijeli film se vrti oko tog čina prijevoda koji se počinje događati između njih dvoje. | ” |
| — Roger Ebert, | |   |

## Vanjske poveznice
- Službene stranice
- Izgubljeni u prijevodu u internetskoj bazi filmova IMDb-a
- Rotten-tomatoes.com
- Veliki filmovi Rogera Eberta  Arhivirana inačica izvorne stranice od 22. ožujka 2013. (Wayback Machine)
- Fan site
- Recenzija na Filmskom portalu  Arhivirana inačica izvorne stranice od 19. srpnja 2008. (Wayback Machine)